# وسيط الجمهورية
وسيط الجمهورية هي هيئة تأسست في الجزائر بتاريخ 23 مارس 1996 والغيت في 2 أغسطس 1999.

## نظرة عامة
تعرف هيئة “وسيط الجمهورية” نجاحاً في عدد من الدول، توفّر التواصل بين الإدارة وكلّ من يخضع لسلطتها، مراجعة الوثائق التاريخية تلفتنا إلى أن الهيئة عُرفت في الصين وعند العرب. في لبنان أُقر وجودها، لكنها لم تولد بعد بيسان طي عبارة “وسيط الجمهورية” أو الـ Omboudsman لا تنتمي إلى القاموس المحكيّ الذي يتداوله اللبنانيون، رغم رواجها في عدد من الدول المتقدمة أو النامية. إنه ذلك الوسيط بين المواطن والحكم، أو الإدارة السياسية، دوره محوري في إدارة الشؤون الداخلية لفرنسا والمغرب وفنلندا وتركيا وغيرها من الدول، وهو في بعض هذه الدول هيئة غير قضائية مهمتها حل الخلافات “ودياً بين المواطنين والإدارة، كما أنها تتولى مهمة مراقبة الخدمات التي تتولّاها الإدارة، والتحقّق من امتثالها للقوانين ومبدأ احترام حقوق الإنسان”.

## في الجزائر
تناولت الهيئة وعاجلت أكثر من 95 ألف قضية كانت مطروحة على مستوى هيئة وسيط الجمهورية، وبعد استقالة رئيس الجمهورية الأسبق اليمين زروال والتحاق الرئيس عبد العزيز بوتفليقة، الذي في مشروع البرنامج الذي أتى به، ألغى بعض المؤسسات الهامة، منها المجلس الأعلى للشباب، المجلس الأعلى للتربية وكذا هيئة وسيط الجمهورية.